# Ottavio Briccola
Ottavio Briccola (Torino, 1853 – Viareggio, 1924) è stato un generale italiano.

## Biografia
Maggior generale nel 1906, Tenente generale nel 1911 comandò il Corpo d'Armata operante in Cirenaica nella Guerra italo-turca del 1911-12 guidando l'occupazione di Bengasi. Fu Governatore della Cirenaica dall'ottobre 1912 all'ottobre 1913 e comandò ancora un Corpo d'Armata nella campagna libica del 1915-16.
Era un piemontese duro e sbrigativo, privo di tatto ma naturalmente portato al mestiere delle armi così prevenuto ed ostile verso la stampa da apparire esagerato anche allo stesso Giovanni Giolitti.
Prudente e gradualista, come la maggior parte dei comandanti italiani, si distingueva per decisione e determinazione dimostrandosi un buon ufficiale coloniale come anche il suo principale collaboratore, ed in seguito successore, il Maggior generale Giovanni Ameglio.